# Tabula recta

Tabula recta.

Tabula recta (från latinets tabula rēcta, ungefär “rak tavla”) är en kvadratisk alfabetstabell för kryptering, där respektive rad medför en förskjutning i förhållande till den föregående. Begreppet myntades av den tyske författaren och munken Johan Tritheim år 1508 och kom till användning i hans chiffer, Tritheims chiffer.

## Trithems chiffer
Trithems chiffer publicerades i Tritheims bok Polygraphia (1508), som ses som det första publicerade verket om kryptologi.
Chiffret bestod av en bokstavskvadrat med alfabetets 26 bokstäver i 26 rader, där bokstäverna försköts en position för varje rad, något som skapade 26 oliks Caesarchiffer.

## Vigenère-chiffret
1553 förbättrades Tritheims chiffer av Giovan Battista Bellaso till något som kom att kallas Vigenère-chiffret, namngett efter Blaise de Vigenère. I förbättringen tillförs en nyckel till kvadrat-tabellen, för att försvåra dekrypteringen.